# Гехаркуник
Гегаркуник (на арменски: Գեղարքունիքի մարզ) е област в централна Армения с площ от 5348 кв. км. Областният ѝ център е град Гавар. Населението ѝ е 229 700 жители (по приблизителна оценка за януари 2018 г.).